# 고품격 짝사랑
《고품격 짝사랑》은 김종학 프로덕션의 첫 번째 웹드라마이다.

## 줄거리
키우는 신인마다 톱스타로 만드는 마이더스의 손! 차세대 까도남 CEO 세훈이 우연히 만난 산골 순수 처녀 이령을 캐스팅하기 위해 고군분투하며 벌어지는 예측불허 로맨틱 코미디.

## 등장 인물

### 주요 인물
- 정일우 : 최세훈 역 - G.choi 기획사 대표
- 진세연 : 유이령 역 - 오대산 산골 순수처녀

### 그외 인물들
- 이시언 : 허빈 실장 역 - 최세훈의 비서
- 윤보라 : 강민주 역 - G.choi 기획사 소속 톱 아이돌
- 몬스타엑스 : G.choi 기획사 소속의 아이돌
- 정상훈 : 문종현 역 - 세훈의 선배. 정신과 의사
- 문세윤 : 장대표 역 - 장스제작사 대표
- 태항호 : 짐승남 역
- 송원근 : 윤지원 역
- 수빈 (우주소녀) : G.choi 기획사 소속의 여자 연습생 역
- 박현우 : 실장1 역

### 특별출연
- 정경호 : 한밤의 연예가 통신 MC 역
- 김소연 : 한밤의 연예가 통신 MC / 라디오 DJ 목소리 역
- 박슬기 : 한밤의 연예가 통신 리포터 역

## 회차별 정보
| 회차 | 런닝 타임 |
| ---- | --------- |
| 1화  | 17:24     |
| 2화  | 15:22     |
| 3화  | 15:49     |
| 4화  | 16:12     |
| 5화  | 15:27     |
| 6화  | 15:53     |
| 7화  | 16:51     |
| 8화  | 17:03     |
| 9화  | 15:46     |
| 10화 | 15:35     |
| 11화 | 16:23     |
| 12화 | 16:02     |
| 13화 | 15:26     |
| 14화 | 15:33     |
| 15화 | 15:36     |
| 16화 | 15:18     |
| 17화 | 16:02     |
| 18화 | 15:31     |
| 19화 | 16:11     |
| 20화 | 14:57     |

## OST
- Catch me - 잉키(inkii) (작사 서동성 / 작,편곡 박성일 Copykumo)
- 고품격 짝사랑 - 잉키(inkii)(작사 김준석 / 번안 이헌주 / 작곡 김준석 / 편곡 전세진)